# Yomogita (Aomori)
Yomogita (蓬田村 Yomogita-mura?) es una villa localizada en la prefectura de Aomori, Japón. En octubre de 2018 tenía una población de 2.718 habitantes y una densidad de población de 33,6 personas por km². Su área total es de 80,84 km².

## Geografía

### Municipios circundantes
- Prefectura de Aomori
  - Aomori
  - Goshogawara
  - Sotogahama
  - Nakadomari

## Demografía
Según datos del censo japonés, la población de Yomogita ha disminuido en los últimos años.
| Año del censo | Población |
| ------------- | --------- |
| 1995          | 3.786     |
| 2000          | 3.480     |
| 2005          | 3.405     |
| 2010          | 3.271     |
| 2015          | 2.896     |